# 渡辺綱通
渡辺 綱通（わたなべ つなみち）は、江戸時代中期の尾張藩士。渡辺半蔵家8代当主。

## 略歴
元文元年（1736年）、三河寺部領主・渡辺綱保の子として誕生した。
宝暦4年（1754年）、父の死去により家督を相続、大寄合となる。安永5年（1777年）従五位下・飛騨守に叙任される。天明元年（1781年）、光格天皇即位式典の祝賀使を務める。天明2年（1782年）、三河奥殿藩3代藩主・松平乗穏の三男乗詮（綱光）を養子に迎える。

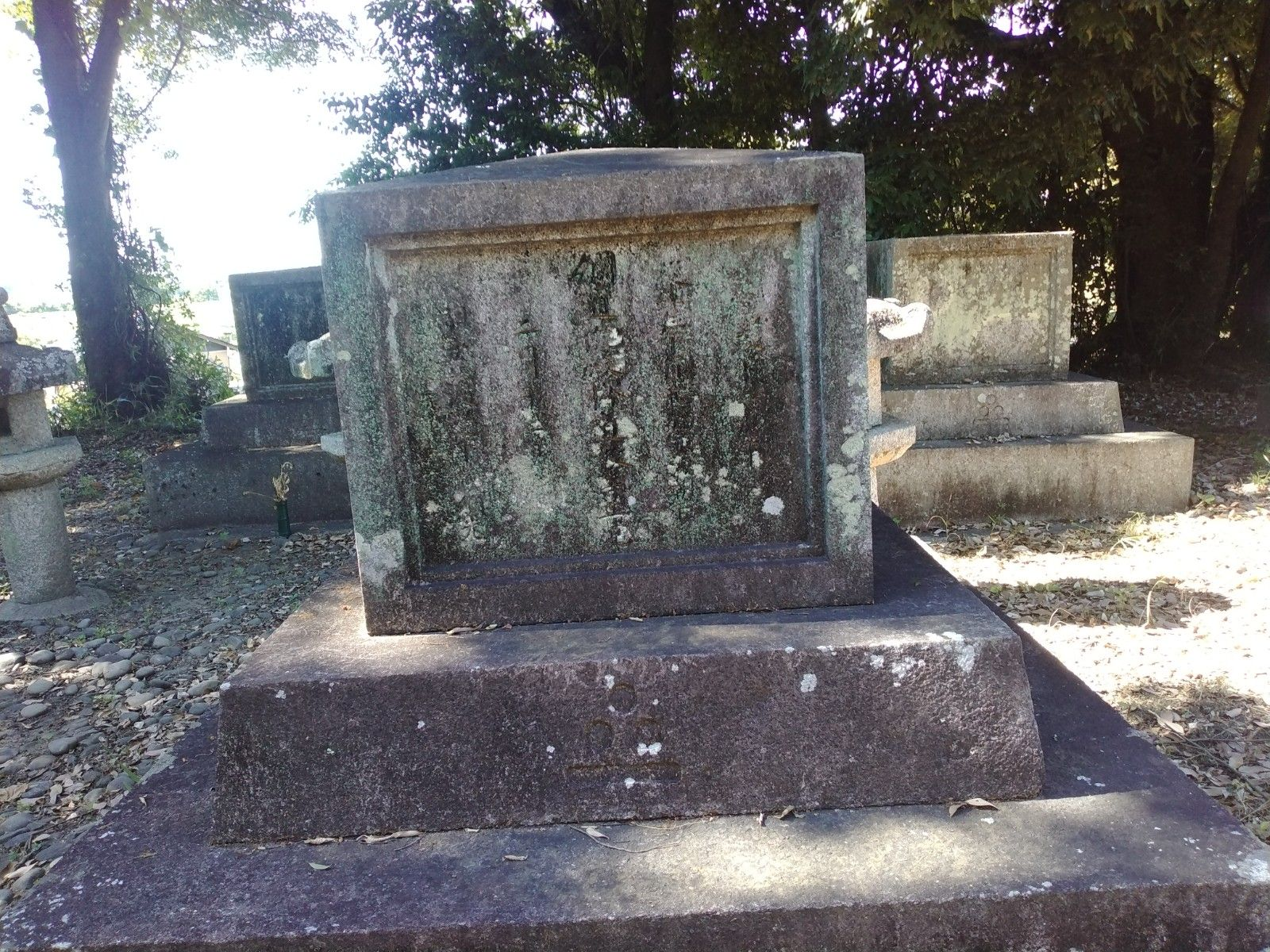
渡辺綱通の墓(豊田市守綱寺)

寛政12年（1800年）2月12日死去。享年65。家督は綱光が相続した。